# Leopold Schönberg von Brenkenhoff

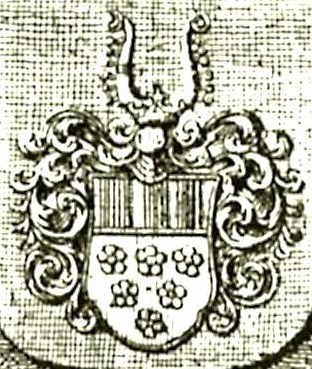
Brenkenhoffs Familienwappen (1771)

Leopold Schönberg von Brenkenhoff (* 1750 in Dessau; † 5. Oktober 1799) war ein preußischer Offizier und Militärschriftsteller.
Er war der Sohn von Franz Balthasar Schönberg von Brenkenhoff und dessen erster Frau Louise von Bergen.
Während eines Aufenthalts in Bad Pyrmont im Juni 1766 hatte er einen Gesellschafter namens Lessing, der auch eine Zeit bei ihm wohnte, bevor beide im August nach Göttingen weiterreisten.
Er war zunächst Offizier im sächsischen Garde du Corps, dann im preußischen Heer. Dort war er Generaladjutant von Friedrich von Braunschweig. Er betätigte sich erfolgreich als kritischer Militärschriftsteller und Übersetzer mehrerer Werke aus dem französischen. Am 17. Oktober 1794 wurde ihm der Verdienstorden Pour le Mérite verliehen.
Seine Werke sind:
- 1783, Des Herrn Mottin de la Balme Grundsätze der Taktik für die Cavallerie, Digitalisat
- 1780, Paradoxa, größtentheils militärischen Inhalts, Digitalisat
- 1785, Abhandlung über die Einrichtung der leichten Truppen und deren Gebrauch im Kriege Rezension
- 1799, Abhandlung über den kleinen Krieg und über den Gebrauch der leichten Truppen mit Rücksicht auf den französischen Krieg, Digitalisat mit dem General Georg Wilhelm von Valentini

Besonders das Werk über den Kleinen Krieg erfreute sich großer Beliebtheit. Es hatte fünf Auflagen von 1799 bis 1821.